# Luigi Zini
Luigi Zini (Modena, 11 febbraio 1821 – Modena, 21 settembre 1894) è stato un prefetto, magistrato e politico italiano, Senatore del Regno dalla XIII legislatura.

## Biografia
Modenese, nel marzo del 1848, quando la città si sollevò contro il governo del duca, ricoprì la carica di segretario generale del governo provvisorio di Modena.
Riparato a Torino, si trasferì in seguito definitivamente qui, dove divenne insegnante di lettere e storia.
Nel 1853 pubblicò un Sommario della Storia d'Italia, che ebbe buon successo e fu pubblicato in più edizioni. Negli anni tra il 1866 e il 1875 pubblicò la Storia d'Italia dal 1850 al 1866, che costituisce una continuazione dell'opera dello storico Giuseppe La Farina.
Pubblicò inoltre varie opere di memorialistica. Nel 1889 pubblicò un romanzo storico: Carbonari e sanfedisti.

## Opere
- Storia d'Italia dal 1850 al 1866, La Farina (2 voll.)
- Dei criteri e dei modi di governo nel regno d'Italia: lettere e note, N. Zanichelli, 1880.
- Mémoires, documents et écrits divers laissés par le Prince de Metternich chanceliier de Cour et d'Etat., (1886): 84-111.
- Saggio critico sulla storia d'Italia dal 1814 al 1846 del sen. Enrico Poggi: appendice al volume degli scritti letterari, Tip. legale, 1883.
- Le memorie del duca di Broglie. Archivio Storico Italiano 1.164 (1888): 206-247.